# Dmitrovsk
Dmitrovsk (en rus: Дмитровск) és una ciutat de l'óblast d'Oriol, a Rússia, segons el cens del 2023 tenia 5.177 habitants. És la capital del districte (raion) homònim. Es troba a la vora del riu Obsxeritsa, en el seu punt de confluència amb el riu Nerussa, a 81 km al sud-oest d'Oriol.

## Història
L'origen de Dmitrovsk es remunta a la fundació de la vila de Dmítriievka el 1711. Després de la construcció d'una església, rebé l'estatus de seló (de poble) i fou reanomenada Dmítrovka. El 1782 la vila accedí a l'estatus de ciutat. Fou reanomenada Dmitrovsk-Orlovski el 1929 i finalment el 2005 rebé el seu nom actual, Dmitrovsk.